# 埔鹽鄉
埔鹽鄉（臺灣話：：洪雅語：Dorenap）位於台灣彰化縣中部。東邊及北邊沿台灣溝與大村鄉、秀水鄉及福興鄉相鄰，西南邊隔舊濁水溪與二林鎮相鄰，南邊與溪湖鎮相鄰。
埔鹽鄉還未開發之前是一片滿目荒野的草原地，為平埔原住民族「巴布薩族」馬芝遴社的居住地區，約在三百多年前，先民由福建泉州來到本鄉拓墾，只見當時地面被耐鹽分植物「蒲鹽菁」（羅氏鹽膚木）所覆蓋。冬天時寒冷且乾燥，鹽分隨著水分上升至地面，呈現遍野白茫茫的獨特景象（土壤鹽化），因此將地名取為「埔鹽」。

## 歷史
埔鹽鄉往昔屬平埔原住民族巴布薩族（Babuza）馬芝遴社（Betgirem）社域，今永平村仍留有「番童埔」之古地名，大有村亦有馬芝遴社遺址（大有村遺址）。漢人移民從雍正至乾隆年間入墾，次第墾成田園創建村莊。
明鄭永曆十八年（1664年），隸屬北路安撫司轄下半線安撫司。清治雍正元年（1723年），隸屬臺廈道臺灣府彰化縣轄下馬芝遴保、二林保及燕霧保。雍正五年（1727年），臺廈道改稱臺灣道。乾隆年間，改稱馬芝堡、二林上堡及燕霧下堡。光緒十一年（1885年），隸屬臺灣省臺廈道臺灣府彰化縣轄下馬芝堡、二林上堡及燕霧下堡。
日治明治二十八年（1895年），改屬臺灣縣彰化支廳轄下馬芝堡、二林上堡及燕霧下堡，同年臺灣縣改稱臺灣民政支部，彰化支廳下設鹿港出張所。明治二十九年（1896年），改屬臺中縣鹿港支廳。明治三十年（1897年），鹿港支廳改為鹿港辦務署。明治三十四年（1901年），改屬彰化廳鹿港支廳轄下馬芝堡、二林上堡及燕霧下堡。明治四十二年（1909年），改屬臺中廳鹿港支廳埔鹽區。大正九年（1920年），臺灣總督府實施臺灣州制，改正地方制度為臺中州員林郡埔鹽。
民國三十四年（1945年），改屬臺中縣員林區埔鹽鄉。民國三十九年（1950年），裁撤區署，改為彰化縣埔鹽鄉。
民國三十九年（1950年），裁撤區署，改為彰化縣埔鹽鄉。

## 人口
根據彰化縣溪湖戶政事務所統計，2024年底埔鹽鄉戶數約1萬戶，人口約3.1萬人，鄉內人口最多與最少的村分別是西湖村與新興村，2024年底兩村人口分別為2,256人與470人。

## 政治

### 歷任首長
| 任次 | 姓名   | 備註         |
| ---- | ------ | ------------ |
| 1    | 施萬示 |              |
| 2    | 施萬示 |              |
| 3    | 施萬示 |              |
| 4    | 陳神坐 |              |
| 5    | 施子滔 |              |
| 6    | 施子滔 |              |
| 7    | 林忠義 |              |
| 8    | 施松輝 |              |
| 9    | 石 永  |              |
| 10   | 石 永  |              |
| 11   | 許金虎 |              |
| 12   | 許金虎 |              |
| 13   | 陳根塗 | 中國國民黨   |
| 14   | 陳慶煌 | 中國國民黨   |
| 15   | 陳慶煌 | 中國國民黨   |
| 16   | 楊福地 | 中國國民黨   |
| 17   | 楊福地 | 中國國民黨   |
| 18   | 許文萍 | 無黨籍       |
| 19   | 許文萍 | 無黨籍，現任 |

### 鄉政組織
埔鹽鄉公所是埔鹽鄉最高層級的地方行政機關，在中華民國政府架構中為鄉自治的行政機關，同時負責執行縣政府及中央機關委辦事項，埔鹽鄉的自治監督機關為彰化縣政府。鄉長由全體鄉民直接選舉產生，任期為四年，可連選連任一次。埔鹽鄉公所並置鄉政會議，為鄉政最高決策機構，在鄉長之下，設有5課4室等9個內部單位及3個附屬機關。
埔鹽鄉民代表會是埔鹽鄉的最高民意機關，代表埔鹽鄉全體鄉民立法和監察鄉政。鄉民代表由公民直選選出，任期為四年，可連選連任。埔鹽鄉民代表會共有11位鄉民代表，分別為第一選區4席鄉民代表、第二選區4席鄉民代表、第三選區3席鄉民代表，主席、副主席由11位鄉民代表互選產生。

### 行政區
埔鹽鄉共轄22個村，其行政區域分布情形為：
| 次分區 | 村名   | 村名   | 村名   | 村名   | 村名   | 村名   | 村名   | 村名   | 村名   |
| ------ | ------ | ------ | ------ | ------ | ------ | ------ | ------ | ------ | ------ |
| 東區   | 埔鹽村 | 埔南村 | 廍子村 | 出水村 | 南港村 | 打廉村 | 豐澤村 | 崑崙村 | 角樹村 |
| 西北區 | 瓦磘村 | 好修村 | 西湖村 | 大有村 | 新興村 | 永平村 | 永樂村 |        |        |
| 西南區 | 石埤村 | 天盛村 | 太平村 | 新水村 | 三省村 | 南新村 |        |        |        |

## 教育
埔鹽教育始於日治時期:23，1904年9月30日，成立溪湖公學校好修分校:29、97－100。1919年4月1日，溪湖公學校好修分校獨立為好修公學校:29、97、102－103。1922年4月1日，成立好修公學校浸水分教場、埔鹽分教場:29、37、44、97、136、173。1928年4月1日，好修公學校埔鹽分教場獨立為埔鹽公學校:29、37、137。1936年4月1日，好修公學校浸水分教場獨立並改名新水公學校:29、97、173。1941年4月1日，學制改革，乃將公學校改制為國民學校:29、37、97。
戰後1952年，成立好修國民學校永樂臨時分班:45、206。1953年8月1日，好修國民學校永樂臨時分班改制為分校:45、97、206。1957年8月1日，好修國民學校永樂分校獨立為永樂國民學校:29、34、45、97、207。1962年9月1日，埔鹽國民學校成立成功分校、南港分校:47、138、261、286。1963年6月，配合彰化縣政府公佈「一鄉鎮一初中」計劃，成立溪湖初級中學埔鹽分部:25、67。1964年8月8日，溪湖初級中學埔鹽分部獨立為埔鹽初級中學:62。1965年8月1日，成立新水國民學校天盛分班:48、236。1968年，實施九年國民義務教育，乃將初級中學、國民學校改制為國民中學、國民小學:25、63、72、97、138、173。1970年8月1日，埔鹽國民小學成功分校獨立為大園國民小學:47、138、286。1970年8月1日，新水國民小學天盛分班改制為分校。1974年8月1日，新水國民學校天盛分校改獨立為天盛國民小學:48、236。1975年8月1日，埔鹽國民小學南港分校獨立為南港國民小學:49、138、141、261。
目前埔鹽鄉擁有國民中學1所，為彰化縣立埔鹽國民中學1校:24、61－90。其他公立教育機構計有彰化縣埔鹽鄉好修國民小學、彰化縣埔鹽鄉埔鹽國民小學、彰化縣埔鹽鄉新水國民小學、彰化縣埔鹽鄉永樂國民小學、彰化縣埔鹽鄉天盛國民小學、彰化縣埔鹽鄉南港國民小學、彰化縣埔鹽鄉大園國民小學等7所國民小學:24、91－308。

## 交通

### 公路
- 國道一號（中山高速公路）
  - 埔鹽系統交流道（207k，連接台76線）
- 台76線（東西向快速公路 漢寶－草屯）
  - 埔鹽交流道（11k）
  - 埔鹽系統交流道（15k，連接國道一號）
- 台19線：彰化市－秀水鄉－福興鄉－埔鹽鄉(廍子村-埔鹽村-埔南村-崑崙村)－溪湖鎮－埤頭鄉－···－台南市永康區
- 縣道144號：福興鄉－埔鹽鄉(永平村-新興村-大有村-好修村-瓦磘村-廍子村-角樹村-出水村-南港村-打廉村)－埔心鄉－員林市
- 縣道146號：鹿港鎮－福興鄉－埔鹽鄉(永平村-新興村-大有村-好修村-[埔南村,南新村,※兩村交界]-角樹村)－溪湖鎮－大村鄉；此路線在106年11月2日之埔鹽鄉路段為縣道135號
- 彰36線：福興鄉－埔鹽鄉(永樂村-西湖村-好修村-瓦磘村-廍子村-出水村)
- 彰36-1線：埔鹽鄉(永平村-西湖村)
- 彰37線：福興鄉－埔鹽鄉(永平村-永樂村-新水村-南新村)－溪湖鎮
- 彰38線：埔鹽鄉(天盛村-太平村-新水村-三省村-南新村)
- 彰38-1線：埔鹽鄉三省村
- 彰39線：埔鹽鄉(大有村-西湖村-新水村-三省村-[三省村,太平村,※兩村交界])
- 彰40線：埔鹽鄉三省村
- 彰41線：埔鹽鄉(好修村-南新村)－溪湖鎮
- 彰44線：埔鹽鄉(好修村-埔鹽村-出水村-南港村)－秀水鄉－大村鄉
- 彰44-1線：埔鹽鄉(角樹村-崑崙村)
- 彰46線：埔鹽鄉(埔南村-南港村)
- 彰47線：埔鹽鄉(南港村-打簾村)－溪湖鎮－永靖鄉
- 彰48線：埔鹽鄉(崑崙村-豐澤村-打簾村)－溪湖鎮
- 彰49線：埔鹽鄉(崑崙村-豐澤村-南港村-打簾村-豐澤村-崑崙村)－溪湖鎮
- 彰52線：埔鹽鄉(南港村-打簾村)－溪湖鎮－永靖鄉－埔心鄉
- 彰193線：埔鹽鄉(永平村-永樂村-石埤村-天盛村-[永平村,三省村,※兩村交界]-永平村-[永平村,三省村,※兩村交界])－[埔鹽鄉永平村,溪湖鎮河東里,※鄉鎮交界]－溪湖鎮；此路線在106年11月2日之前為縣道135甲號

## 地方小吃
- 糯米文化風味坊
- 新味珍牛舌餅
- 蘇家手工麵線
- 好修飯館
- 新水傳統煎餅
- 石埤手工米苔目
- 阿嬌快炒
- 新德素食
- 禾泰麵店
- 夜店燒烤
- 二哥便當店
- 大學快餐
- 津口味自助餐
- 富貴包子店
- 餃子大王
- 成茗在望 職人漩茶專賣店【一蛋成茗&樂可塔】

## 埔鹽鄉青春活力自行車道
| 里程數       | 順位                   | 位置                     |
| ------------ | ---------------------- | ------------------------ |
| 0k、23k      | 糯米坊休憩休憩站       | 埔鹽村埔鹽二保           |
| 1.7k         | 天德宮休憩站           | 好修村火燒庄             |
| 2.7k         | 花果園休憩站           | 西湖村西勢湖             |
| 3.5k         | 虹橋亭休憩站           | 西湖村西勢湖             |
| 5.7k         | 慶安宮休憩站           | 永樂村牛埔厝             |
| 6.3k、16.4k  | 新樂橋休憩站           | 永樂村新水村交界         |
| 7.1k、15.6k  | 竹安宮休憩站           | 太平村竹圍仔             |
| 8.6k、14.1k  | 石福橋休憩站           | 石埤村石碑腳             |
| 9.6k、13.1k  | 義和橋休憩站           | 石埤村石碑腳             |
| 10.5k、12.3k | 土地公廟休憩站         | 石埤村石碑腳             |
| 11.4k        | 石埤環保景觀公園休憩站 | 石埤村天盛村交界，折返點 |
| 16.9k        | 百姓站休憩站           | 西湖村西勢湖             |
| 18.7k        | 南新橋休憩站           | 南新村南勢角             |
| 20.3k        | 角樹腳休憩站           | 角樹村角樹腳             |
| 20.8k        | 日月池休憩站           | 角樹村角樹腳             |
| 21.8k        | 七星崙休憩站           | 角樹村七星崙             |

支線：埔鹽鄉青春活力自行車道，路線長度約850公尺，從主線的5.56公里附近分出支線；終點站：埔鹽鄉瓦磘村瓦磘公園休憩站

## 景點及文化資產

### 景點
- 石埤環保景觀公園休憩站
- 崑崙兒童公園
- 天盛蕃薯圓環
- 糯米坊

### 文化資產
- 浸水四聖宮
- 打廉大安宮
- 南勢埔古碑
- 角樹腳乾聖宮
- 碧雲寺
- 中華寺
- 閭山道院(天訣宮)
- 大有村陳家古厝
- 同安寮十二庄請媽祖遶境
- 瓦磘崇靈祠
- 廍子村百年古井
- 蕃薯天龍宮
- 石碑朝安宮
- 石碑慈玄宮
- 太平村五顯宮
- 永樂慶安宮
- 永平番同埔奉安宮
- 新興仁興宮（開台馬府大使公廟）
- 埔鹽順澤宮 (冠軍帽全台爆紅的知名宮廟)

### 公共圖書館
- 埔鹽鄉立圖書館

## 外部連結
- 埔鹽鄉公所 （页面存档备份，存于）